# Anisodes parcisquamata
Anisodes parcisquamata là một loài bướm đêm trong họ Geometridae.